# Гянджинське повстання (1920)
Гянджинський заколот (азерб. Gəncə qiyamı), також можна зустріти Гянджинське повстання (азерб. Gəncə antisovet üsyanı), а в одному з документів радянського часу Єлизаветинське повстання — антирадянський, антибільшовицький збройний виступ з метою повалення Радянської влади в Азербайджані, який відбувся у травні 1920 року в місті Гянджа.
Повстання підняли частини 1-ї піхотної дивізії старої азербайджанської армії, офіцери якої брали участь в організації заколоту[⇨]. Тривалі бої, що розгорнулися навколо міста і на його вулицях, носили запеклий характер, але в них відзначилися як повсталі азербайджанські військовослужбовці, так і червоноармійці[⇨]. З обох сторін у битві брали участь як колишні офіцери царської армії, так і різні політичні та етнічні групи.
Після придушення заколоту, стару азербайджанську армію було розформовано, а замість неї почалося активне формування Азербайджанської Червоної армії.

## Попередні події

### Зміна влади в Азербайджані

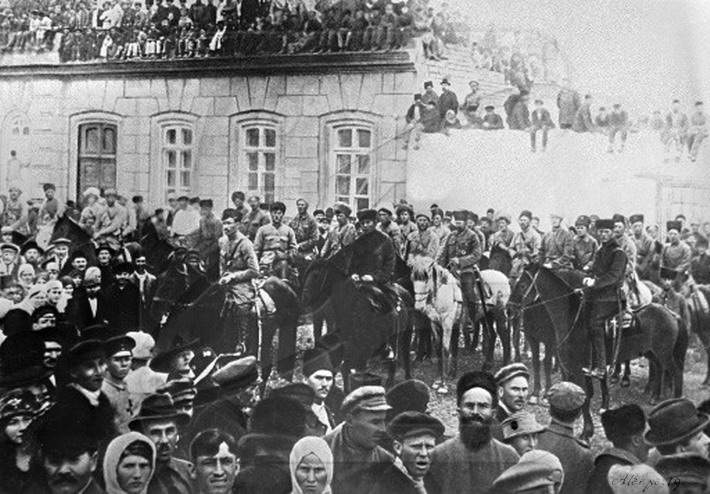
Вступ частин Червоної армії в Баку, 1920 рік

В ніч з 26 на 27 квітня 1920 року більшовики підняли повстання в Баку, поставивши азербайджанському уряду два ультиматуму про здачу влади. Практично одночасно з повстанням, кордон перетнули чотири бронепотяги радянської Росії, слідом за якими рухалися головні частини 11 Червоної армії. Якщо в столиці деякі військові частини перейшли на бік більшовиків, а флот під командуванням заступника начальника військового порту Ч. Ільдрима погрожував відкрити вогонь по будівлях парламенту і уряду, то бронепотягам радянської Росії в декількох місцях було виявлено невеликий опір. Скликаний на екстрене засідання парламент більшістю голосів проголосував за передачу влади Азербайджанській комуністичній партії (більшовиків) — АКП(б), з однією з умов, що новий уряд не допустить вступу частин XI Червоної армії з боєм у Баку, після чого парламент саморозпустився. Військовий міністр С. Мехмандаров у своєму останньому наказі подякував військовослужбовцям за їх службу і висловив упевненість, що солдати й офіцери азербайджанської армії «і за нової влади будуть служити так само чесно і сумлінно на благо всім нам дорогого Азербайджану… Дай Бог». Азербайджанські більшовики утворили Азербайджанський тимчасовий революційний комітет (Азревком) і організували Раду народних комісарів (уряд), оголосивши про свою готовність вступити в тісний союз з радянською Росією. Таким чином було проголошено другу республіку, Азербайджанську Радянську Соціалістичну Республіку.
Дізнавшись про події в Баку, Гянджинський окружний комітет АКП(б) у той же день організував губернський революційний комітет (ревком). З ганджинським губернатором ввечері 28 квітня вели бесіду голова ревкому, начальник штабу генерал А. Гайтабаши, депутати від Соціалістичного блоку А. Сафікюрдський і К. Джамалбеков, закликаючи того підкоритися революційній владі. Губернатор повідомив, що він чекає на інструкції ревкому. Увечері наступного дня губернатор Худадат-бек Рафібеков підписав акт про здачу влади ревкому у всій Гянджинській губернії. До складу Гянджинського ревкому, його товариш (заступник) Фархад Алієв, Векілов, Султанов і Емінбеков.
Поки в Ганджинській губернії тривала зміна влади, з боку Баку в напрямку Гянджі почали свій рух бронепотяги. При наближенні до міста вони вступили у великий бій з загоном мусаватистів, які спробували перепинити їх. 1 травня радянські бронепотяги і десантні роти 28-ї стрілецької дивізії зайняли станцію Гянджа і залізничний район міста. Наступного дня сюди підійшли полки 2-го кінного корпусу і Таманської кавалерійської дивізії, які зайняли все місто і прилеглі до нього райони.
Після відправки уряду Радянського Азербайджану телеграми В. І. Леніна від 5 травня, що розцінювалося як визнання російською стороною нової держави, 8 травня надійшла телеграма Гянджинського ревкому за ім'ям голови губревкому Ібрагіма Агаєва (так у тексті), де йдеться про те, що «Гянджинський ревком і все населення області вітає визнання РРФСР незалежності Азербайджанської Радянської Соціалістичної Республіки і висловлює свою готовність нещадно боротися проти гнобителів трудового класу всього світу». Між тим, на момент початку повстання в Гянджі «багато аулів… навіть не знали про радянізацію країни».

### Політика щодо старої армії
28 квітня Азревком своїм декретом заснував народний комісаріат з військово-морських справ і першим наркомом з військово-морських справ став Ч. Ільдрим. Наступного дня Азревком випустив звернення до солдатів азербайджанської армії із закликом допомагати Червоній армії в боротьбі за Радянську владу і в той же день постановив підпорядкувати азербайджанську армію в оперативному відношенні командуванню 11 Червоної Армії, щоб «переформувати її на засади Робітничо-Селянської Червоної армії у відповідні чисельному складу частини, зберігши назву „азербайджанських“». Нова азербайджанська армія за особовим складом у перший час (травень), по суті, являло собою армію, успадковану від старої азербайджанської армії, яка лише змінила назву на Червону армію. Солдати й офіцери старої армії продовжували нести службу, але вже за нової влади. Так, 30 числа своїм товаришем (заступником) Ч. Ільдрим тимчасово призначив колишнього помічника військового міністра АДР, генерала А. Шихлінського. Як пізніше зазначав начальник 20-ї стрілецької дивізії М. Д. Веліканов: «старі військові частини не зазнали корінної реорганізації, а продовжували існувати без всяких змін по лінії керівництва і командування. Революційні можливості цієї армії переоцінювалися».
Членів АКП(б) стали направляти в частини старої армії, перед якими стояло завдання сконцентрувати у своїх руках політичне керівництво. Комісаром частин військ, які розташовувалися в Гянджі, за рекомендацією Азревкому та згідно з наказом наркомвійськмора Азербайджанської РСР від 4 травня призначено Ахмеда Рзаєва. 7 травня, Азревком вирішив «в оперативному, адміністративному, організаційному, а також щодо постачання всіма видами забезпечення» підпорядкувати перейменовану до того часу армію і флот командуванню 11 Червоної армії і Волзько-Каспійської військової флотилії. Підпорядкування старих азербайджанських частин 11-й Червоній армії було не тільки політичною акцією; поповнення в гарнізонах складу частин було необхідне, оскільки 11-та Червона армія, що вступила в Закавказзя, за чисельністю була невеликою.
На виконання цього рішення, 11 травня вийшов наказ командувача 11-ї Червоної армії М. К. Левандовського, члена Реввійськради К. О. Мехоношина і начальника штабу О. К. Ремезова, згідно з яким азербайджанські війська, що розташовувалися в Гянджинському повіті, в оперативному і стройовому відношенні переходили в підпорядкування начдиву 32-ї дивізії, перед інспекторами 11-ї армії ставилося завдання виробити план реорганізації азербайджанських військ, наказано також утворити I Зведену азербайджанську робітничо-селянську червону радянську стрілецьку дивізію. Того ж дня Ч. Ільдрим писав:
|  | Реввійськраді 11 Червоної армії і Військово-морського комісаріату Азербайджанської Радянської Республіки доручається реорганізація азербайджанської армії на засадах Робітничо-Селянської Червоної Армії. Реорганізацію флоту проводити спільно з командувачем Каспійським Червоним флотом. Мобілізація та формування частин проводиться Військово-морським комісаріатом Азербайджанської Радянської Республіки.Оригінальний текст (рос.) Реввоенсовету XI Красной Армии и Военно-морскому комиссариату Азербайджанской Советской Республики поручается реорганизация азербайджанской армии на основах Рабоче-Крестьянской Красной Армии. Реорганизацию флота проводить совместно с командующим Каспийским Красным флотом. Мобилизация и формирование частей производится Военно-морским комиссариатом Азербайджанской Советской Республики. |

Під час проведення реорганізації, частини старої азербайджанської армії переформовувались. Наркомвійськмор 16 травня видав наказ, згідно з яким 3-й піхотний гянджинський полк перейменовано на 3-й Азербайджанський робітничо-селянський червоний стрілецький полк, а 1-у піхотну дивізію (її частини піднімуть повстання — прим.) об'єднано з 2-ю в 1-у робітничо-селянську червону стрілецьку бригаду (три полки), яка стала частиною 1-ї азербайджанської робітничо-селянської червоної дивізії (штаб 1-ї піхотної дивізії отримав назву штабу Азербайджанської робітничо-селянської зведеної дивізії). Приблизно в цей самий час наказом наркомвійськмора Азербайджанське військове училище перейменовано на Робітничо-Селянські Червоні командні Курси. Керівництво реорганізацією навчальних частин покладалося на колишнього офіцера старої армії, а на той момент заступника наркомвійськмора, генерала А. Шихлінського: «…Реорганізацію ж навчальних частин провести за вказівками мого заступника Алі Ага Шихлінського».
Залишкове фінансування військових установ також стало фатальним недоліком для Рад, оскільки це спонукало офіцерів і солдатів до пошуку кращої долі в цивільних установах і «на службі буржуазії» (інакше кажучи, дезертирувати).

### Військово-політична обстановка в регіоні
Гянджинське повстання спалахнуло і проходило тоді, коли на кордонах Азербайджану з Грузією, Вірменією та Персією було неспокійно.
На західних кордонах радянського Азербайджану тривали озброєні зіткнення об'єднаних червоноармійських і азербайджанських сил з грузинськими військами. Безперервна перестрілка між ними тривала від 1 до 15 травня. Грузинська армія мала намір встановити контроль над стратегічно важливим Пойлінським мостом, а також просунутися в гянджинському і закатальському напрямках. Реввійськрада 11-ї Червоної армії, зі свого боку, виношувала ідею подальшої радянізації всього Закавказзя. Грузинські комуністи 3 травня зробили невдалу спробу державного перевороту. 13 травня між Радянською Росією і Грузією  укладено мирний договір. Оскільки Гянджинський заколот ускладнив становище більшовиків у Закавказзі, то грузинський генерал Г. І. Квінітадзе вважав, що лише тоді Грузія мала єдину можливість розбити їх, а також виконати як союзник свої зобов'язання відносно Азербайджану.
Радянський Азербайджан також приступив до переговорів з Грузією про укладення миру і припинення військових дій. Під тиском Реввійськради 11-ї Червоної армії Азревком 27 травня уклав угоду з Грузією про перемир'я.
Тим часом загострилася ситуація у Вірменії. 10 травня тут почалося більшовицьке повстання, придушене вірменським урядом. Допомогу йому також надала Англія, яка запропонувала дашнакам озброєння на суму 1 млн фунтів стерлінгів, прийняту ними 19 числа. І хоча повстання було придушено, в ряді районів Вірменії розгорнулася збройна боротьба проти уряду. Повсталим Шамшадінського району уряд Радянського Азербайджану 18 травня навіть надіслав 17 вагонів продовольства і 5 млн рублів. Проте, після тривалих боїв вірменські повстанці чисельністю 1600 осіб перейшли азербайджанський кордон. У Радянському Азербайджані з них було сформовано Вірменський Червоний повстанський полк (1-й Казаський повстанський полк). Протягом цих днів (18 і 20 травня), дашнаки порушили кордон у районі на південь від Ґазаха, але були відкинуті радянськими військами.
Травневе повстання у Вірменії проходило в обстановці, коли до кордонів Вірменії в районі Казаського повіту вийшли частини 32-ї стрілецької дивізії 11-ї Червоної армії. З Карабаху, під натиском Червоної Армії, відходили вірменські загони. 18 травня командир 32-ї стрілецької дивізії Штейгер отримав від командування 11-ї Червоної Армії наказ «зосередити всі частини дивізії в районі Шуші до 25 травня і вислати сильні загони в напрямку Нахічеван — Джульфа — Ордубад», щоб оволодіти цими пунктами. Згідно з наказом з Гянджі в район Шуші за маршрутом Еленендорф — Чайкенд — Тартар — Ханкенді з 20 травня перекидається перша бригада 20-ї дивізії, тоді як друга бригада зі штабом дивізії залишилася в Гянджі. 20 травня повстанці і загони народної міліції зайняли прикордонний з Азербайджаном Каравансарай і вже на наступний день до міста вступив червоний загін. Проте повстання в Гянджі і Закаталах, як і боротьба в Зангезурі й Карабасі, відвернули сили 11-ї Червоної армії. В ті дні, як згадував партійно-державний діяч радянської Вірменії Ш. М. Амірханян, «в ряді районів Азербайджану, особливо в Гянджинському, контрреволюція піднімала голову. Великі труднощі виникли і на Західному фронті, куди було потрібно перекинути додаткові сили. У зв'язку з цими обставинами кінні полки отримали наказ про негайний відхід на Гянджу». Заколот на північному заході Азербайджану, в тилу 11-ї Червоної армії, як писав радянсько-вірменський історик Г. Галоян, завадив Червоній армії «йти на допомогу повсталим трудящим Вірменії».
Не спокійною була ситуація і в самому радянському Азербайджані. Начальник бакинського військового гарнізону, командир 28-ї дивізії Нестеровський 26 травня повідомляв про напружену ситуацію в Баку, про чутки про повстання. Особливо напруженою була ситуація в Карабасі, де перебували раніше спрямовані на боротьбу з вірменським повстанням (воно почалося в березні) азербайджанські національні частини. 18 травня в Шушинському районі було розкрито контрреволюційну змову на чолі з турецьким офіцером і 7 місцевими беками. В районі утворилася озброєне угрупування чисельністю до 300 чоловік, яке почало боротьбу з радянською владою.
У ті ж дні (17-18 травня) на півдні Каспію Волзько-Каспійська військова флотилія і Червоний флот Радянського Азербайджану проводили Ензелійську операцію. Початок повстання в Гянджі збігся з від'їздом Орджонікідзе (член Кавбюро ЦК РКП(б) і Реввійськради Кавказького фронту) і Ф. Ф. Раскольникова (командувач Волзько-Каспійської військової флотилії) із Закавказзя в Ензелі. Про їх від'їзд Орджонікідзе інформував Москву 24 травня, а вже 27 травня вони провели нараду з лідером дженгелійців (ґілянських повстанців) Кучек-ханом на пароплаві «Курськ» і потім негайного виїхали в Баку.

## Причини повстання
Тодішнє офіційне керівництво Азербайджанської РСР, так само як і радянська історіографія розглядали заколот як контрреволюційний виступ.
Азербайджанський історик Шалала Мамедова вважає, що ці події носили явно виражений політичний характер і являли собою зіткнення двох політичних сил (партій більшовиків і мусаватистів, національного уряду Азербайджану).
Журналіст і дослідник Х. Байрамов висунув три основні причини початку повстання:
- національні почуття гянджинців і азербайджанських солдатів; натхненність історичними прикладами геройства, такими як опір Гянджинського ханства[ru] на чолі з Джавад-ханом російській окупації 1804 року;
- Початок репресій щодо інтелінгенції 10 травня, арешт видних діячів Х. Рафібейлі[ru], І. Зіятханова[ru], М. Шейхзаманли[ru], зникнення безвісти Н. Усуббекова, імміграція Ф. Хойського, Г. Агаєва[ru], Х. Хасмамедова[ru] і Н. Шейхзаманли[ru]
- Грабіж та арешти в Баку та інших регіонах під приводом боротьби з беками, ханами, землевласниками і мусаватистами.

## Становище сторін
Гянджа (царський Єлизаветполь) розташована на самому заході Азербайджану і є великим містом. Його гарнізон складався з частин як 20-ї стрілецької дивізії, так і деяких частин 1-ї азербайджанської піхотної дивізії. 4 травня колишній царський генерал піхоти і безпартійний М. Д. Веліканов змінив В. І. Поповича на посаді начальника 20-ї дивізії, а воєнкомом дивізії в той час був колишній робітник і член партії І. Ф. Ткачов.
Те, що азербайджанські частини були сконцентровані в Гянджі, було свідомою акцією радянського командування, щоб їх переформувати. Як вважало нове командування Азербайджанської дивізії (начальник С. С. Шевельов, воєнком І. І. Леженін і начальник штабу Соколов), завдяки цьому буде не тільки «зручніше спостерігати за частинами», але й забезпечити їх продовольчим фуражем.

### 11-та Червона армія
Два стрілецьких полки (178-й і 180-й) 20 дивізії дислокувалися в південно-східному (вірменському) районі, а батальйон зв'язку і комендантська команда штабу 3-ї Таманської бригади кавалерійської дивізії розташовувалися в північно-західному (мусульманському) районах міста. Частини 3-ї бригади, якою командував Ширмахер, мали загалом близько 2 тисяч бійців при 30 кулеметах і одному легкому артилерійському дивізіоні.
На відстані 20 км на південний захід від Гянджі, в селі Зурнабад дислокувалася 20-а кавалерійська бригада (450 шабель) з однією кінною батареєю і 8 кулеметами, а за 5-6 км на південь від міста, в німецькій колонії Єленендорф знаходився штаб артилерії дивізії і двогарматна батарея.

### Стара азербайджанська армія
До моменту повстання частини 1-ї азербайджанської піхотної дивізії армії Азербайджанської Демократичної Республіки ще не були реорганізовані за радянським зразком. Вони складалися з 3-го Гянджинського стрілецького полку, навчальної команди 3-го Шекинського кінного полку, однієї артбатареї і комендантської команди штабу дивізії, загальна чисельність яких доходила до 1800 бійців. Зберігався і начальницький склад. Наприклад, генерал-майор Мамед Мірза Каджар не тільки служив начальником постачання дивізії, але до 20 травня був навіть комендантом міста.

### Нерегулярні формування
Крім частин старої азербайджанської армії в повстанні взяли участь численні партизанські загони, наприклад, загони Сари Алекпера і Гачага Гамбара. Багато загонів приходили здалеку. Наприклад, у повстанні брав участь загін Сари-бека, який прийшов з села Морул нинішнього Шамкирського району, що знаходиться за 35 км від Гянджі. Інший партизанський лідер Самухлу Гачаг Мамедкасим зібрав у рідному Самусі загін з 250 чоловік і вирушив у Гянджу, перебивши на шляху завдяки доброму знанню місцевості більшовицький загін з 500 осіб.

## Датування повстання
Щодо дат початку та закінчення повстання в джерелах єдиної думки немає. Журналіст і дослідник Х. Байрамов вказує, що в більшості документів більшовиків датою початку повстання зазначено 25 травня, а датою остаточного придушення повстання — 31 травня. Разом з тим, у рапорті наркома внутрішніх справ вказується, що повстання тривало до 30 травня, а згідно з учасником придушення повстання і вечорів спогадів 1937 року Лінчевським, місто було «очищено від мусаватистів» у ніч з 1 на 2 червня. При цьому Лінчевський вважає, що роззброєння, з якого почалося повстання, відбулося в ніч з 25 на 26 травня.
Керівник партизанського загону Самухлу Гачаг Мамедгасим і один з організаторів повстання Дж. Кязімбеков, навпаки, у своїх спогадах зазначають, що повстання почалося 24 травня. Згідно з Кязімбековим, повстання придушено в ніч з 3 на 4 червня. Цю ж дату називає в листі Байрамову учасник повстання й емігрант Захід-хан Хойський (1901—2001). Байрамов дотримується дат, названих учасниками повстання.
Різняться думки і з приводу часу початку повстання. Згідно зі спогадами Дж. Кязімбекова, роззброєння червоноармійців почалося о 20:00 і завершилося до 23:00. В радянській літературі говориться, що повстання почалося о 3 годині ночі, а о 5 ранку повстало і населення міста.
В енциклопедії «Громадянська війна і військова інтервенція в СРСР», що вийшла 1983 року, оповідь ведеться від 26 травня, а датою придушення зазначене 31 число. Згідно з енциклопедією «Революція і Громадянська війна в Росії: 1917—1923 рр.», виданою 2008 року, повстання в Гянджі тривало від 25 до 31 травня. Майже те саме зустрічаємо в британського історика Джонатана Сміла, який писав, що повстання почалося в ніч з 25 на 26 травня, а 31 травня червоноармійці зосередили переважну силу, яка успішно штурмувала Гянджу.

## Підготовка до повстання
До повстання ретельно готувалися. ЦК АКП(б), Азревком і член Реввійськради Кавказького фронту Серго Орджонікідзе згодом отримають доповідь турецького комуніста Мустафи Субхі. У цьому документі, названому «Доповідь про результати поїздки в Гянджу», повідомлялося про те, що за два тижні до повстання в маєтку Шахмалінському, в Самусі відбувалося зібрання, на якому були присутні колишні прем'єр-міністр Насіб-бек Усуббеков, генерал-губернатор Казаського повіту Емір Хан Хойський, глава МВС Мустафа Векілов, турецький генерал Нурі-паша і Казімбеков. Причиною їх зібрання була підготовка до повстання.
23 травня зі штабу 11-ї армії в місто з групою начальницького складу прибув новий начальник однієї з дивізій (згідно з А. Б. Кадишевим — Азербайджанської дивізії, а за версією П. Дарабаді — 20-ї дивізії). Корінним чином планувалося реорганізувати управління та оновити особовий склад дивізії, що спровокувало азербайджанські частини на виступ. У той день на кладовищі було організовано таємну зустріч офіцерів старої армії, на якій генерал Мамед Кулі Мірза Каджар заявив про необхідність повстання. Було створено єдиний штаб і оперативні групи.
|                        |                          |
| Джавад-бек Шихлінський | Джахангір-бек Кязимбеков |

Бунтівники завчасно організували в місті таємні склади зброї. Озброєні загони з місцевих жителів стягнулися в навколишні села. Під керівництвом начальника військового гарнізону, генерал-майора Джавад-бека Шихлінського і командира Гянджинского піхотного полку, полковника Джахангір-бека Кязімбекова, група військових склала оперативний план повстання. Колишньому комендантові Гянджі, генерал-майору Мамеду Мірзі Каджару належало спорудити оборонні укріплення навколо міста і його околиць. Як згадував Дж. Кязімбеков, керівники повстання завдяки раптовості планували швидко роззброїти червоноармійців у місті, потім з'єднатися з азербайджанськими частинами, які перебували в Карабасі і билися з вірменами, та грузинськими військами, щоб разом звільнити країну.
В Агдамі і Тертері розташовувався 3-й Шекінський кінний полк (командир, підполковник Тонгієв). Між частинами Тонгієва і розквартированим там само 282-им полком 11-ї Червоної армії незадовго до Гянджинського заколоту виник конфлікт через спробу викрадення червоноармійцями табуна Шекинського кінного полку і випадку обстрілу ними азербайджанських частин. Як наслідок, 21 травня тертерські частини 3-го Шекинського кінного полку і місцеве населення повстали. В ході повстання червоноармійці втратили 80 осіб (згідно з радянським джерелом); загинув полковий командир Наумов. Однак посилення присутності червоноармійців і заклики прибулих в Тертер наркома з військових і морських справ Азербайджанської РСР (наркомвійськмора) Чингіза Ільдрима і наркома освіти (наркомосу) Д. Буніатзаде до терпимішого ставлення до нової влади 23 травня втихомирили повстання. Організатори Гянджинського заколоту сподівалися на допомогу 3-го Шекинського кінного полку, для чого в Агдам—Тертерський район було відправлено двох офіцерів, які повинні були зустрітися з полковим командиром і доповісти йому про майбутнє повстання. Для встановлення зв'язків з грузинською армією до Грузії були відправлені офіцери Ерістов, Сумбатов і Ісрафіл-бек Ядігаров.
У чайханах і місцевих казармах через агентуру поширювався слух про те, що християнам дістанеться обмундирування солдатів Червоної армії, тоді як мусульманам нову форму нібито не будуть надавати. Повстанню також передували чутки про те, що »росіяни хочуть знову взяти в свої руки владу над мусульманами".
Напередодні повстання, озброєне угрупування на чолі з Гачагом Гамбаром і Сари Алекпером сконцентрувалася за 20 км на захід від Гянджі, в районі Нюзгер, маючи значні сили, дві польові гармати і кулемети. 22 травня відбулася таємна нарада, на якій полковник Дж. Кязімбеков погодив з цими командирами організацію майбутніх дій. Вони зводилися до того, що командирам цих загонів належало увірватися до вірменської частини міста і посприяти азербайджанським частинам у захопленні найважливіших державних об'єктів, таких як пошта, телеграф, військові склади тощо. В оперативному зведенні штабу 11-ї Червоної армії від 1 червня говорилося, що
|  | подальші дії повсталих були спрямовані на те, щоб забезпечити за собою місто і вийти на залізницю, щоб перервати залізничне сполучення Баку - Агстафа і тим позбавити зв'язку центр Азербайджану з мирною делегацією, яка вела переговори з грузинською мирною делегацією на ст. Пойли. |

Трохи пізніше, 10 червня, повноважний представник РРФСР у Грузії С. М. Кіров повідомляв Леніну: «Є дані припускати, що виступ в Гянджі мусаватистів Азербайджану ретельно готувався в самому Тифлісі». Заступник народного комісара у справах національностей РРФСР (тобто Й. В. Сталіна) М. Д. Гусейнов 1922 року говорив:
|  | азербайджанські контрреволюціонери в Грузії звили собі гніздо під назвою "Комітету порятунку Азербайджану", куди увійшли Рустамбек, генерал Зейналов і ще цілий ряд інших осіб, /які/ користувалися винятковою симпатією грузинських меншовиків, отримували будь-яку допомогу і підтримку як від Грузії, так і Франції, Англії. За їх допомоги і за посередництва дагестанських контрреволюціонерів велася робота в Дагестані і згодом відомі нам виступи Дагестані, Гянджі, Закатали. Все це, повторюю, робилося за прихильної участі, дозволу, заохочення і допомоги англійців.Оригінальний текст (рос.) азербайджанские контрреволюционеры в Грузии свили себе гнездо под именем „Комитета спасения Азербайджана“, куда вошли Рустамбеков, генерал Зейналов и ещё целый ряд других лиц, /которые/ пользовались исключительной симпатией грузинских меньшевиков, получали всякую помощь и поддержку как от Грузии, так и Франции, Англии. С их помощью и при посредстве дагестанских контрреволюционеров велась работа в Дагестане и впоследствии известные нам выступления в Дагестане, Гяндже, Закаталах. Всё это, повторяю, делалось при благосклонном участии, разрешении, поощрении и помощи англичан. |

Згідно з Великою російською енциклопедією збройний виступ здійснила частина членів партії «Мусават».

## Початок повстання

### Перебіг подій
Комендант міста за 2-3 години до початку повстання дізнався про підготовлюваний виступ і тому азербайджанських солдатів вирішили зняти з караулів, їх казарми оточити, але попередження вдалося передати лише частинам 20-ї стрілецької дивізії. М. Шахбазов писав:
|  | Перші відомості про те, що повстання призначено на цю ніч, отримав комендант міста. Проїжджаючи по мусульманській частині міста об 11 год. вечора, 25 травня, він звернув увагу на збіговисько мусульман і озброєних аскерів, що сновигають там і тут. Мусульмани щось таємниче обговорювали. Комендант, не розуміючи того, про що вони говорять, підіслав службовця мусульманина, який, негайно повернувшись, повідомив про наміри змовників. О 12 годині ночі телефонний і телеграфний зв'язок раптом припинилися, а о 2 годині ночі на 26 травня в штаб уже надійшли відомості, які підтверджували факт повстання.Оригінальний текст (рос.) Первые сведения о том, что восстание назначено в эту ночь, получил комендант города. Проезжая по мусульманской части города в 11 час. вечера, 25 мая, он обратил внимание на сборище мусульман и вооружённых аскеров, шнырявших там и сям. Мусульмане о чём-то таинственно рассуждали. Комендант, не понимая того, о чём они говорят, подослал служащего мусульманина, который, немедленно вернувшись, сообщил о намерениях заговорщиков. В 12 часов ночи телефонная и телеграфная связь вдруг приостановилась, а в 2 часа ночи на 26 мая в штаб уже были доставлены сведения, подтверждавшие факт восстания |

О 3 годині, в ніч з 25 на 26 травня, азербайджанські артилеристи відкрили вогонь, але перед цим у місті вимкнули електрику. Протягом ночі повстанці змогли закріпитися в мусульманській частині Гянджі. Вони оволоділи двома артбатареями 20-ї дивізії і артилерійською коморою.
Журналіст і дослідник Х. Байрамов пише, що, за словами очевидців, у цілому частини 11-ї Червоної армії, дислоковані в місті, під час роззброєння не чинили опору. Лише на вулиці Джапарідзе батальйон НК відстрілювався близько пів години. За версією, наведеною Х. Байрамовим, втративши двох командирів і велику кількість солдатів, особовий склад сховався в будинках. За версією М. Сулейманова, батальйон НК засів у будинку колишнього заступника губернатора Хана Хойського, де знаходився штаб НК, і утримував свої позиції аж до ранку, хоч і втратив частину особового складу і командира. Лише на ранок повстанцям вдалося зломити опір батальйону і заарештувати надзвичайного комісара Хатулашвілі.
Якщо в мусульманській частині міста повстанці досягли певних результатів, то у вірменській частині їх супроводжувала невдача. Бійців 3-го Гянджинського полку вибили звідси і вони пішли в мусульманську частину, а річка Гянджачай, таким чином, стала розділяти обидві сторони. У витісненні повстанців з нижньої (вірменської) частини міста активно брали участь вірменські формування під командуванням полковників П. Тер-Саркісова і Є. Тер-Аветікяна. Вдень, з боку мусульманської частини міста через міст з білим прапором пройшли парламентарі повстанців. Вони висунули умови, які зводилися до здачі повстанцям зброї і очищення Ганджинського району від Червоної армії, гарантуючи в такому випадку червоноармійцям життя і вільний пропуск на батьківщину.
Залізничною станцією Єлисаветполь, що розташовувалася за 3 км на північ від Гянджі, повстанці за підтримки артилерії оволоділи до кінця дня, а загону, що займав її, чисельністю 75 осіб, з двома кулеметами довелося відступити. Практично все місто незабаром опинилося в руках повсталих. Тепер їм потрібно було з'єднатися з повстанцями і грузинськими військами, щоб надалі вирушити в глиб країни. Однак з Казаха незабаром підоспів бронепотяг, а з ним начальник 20-ї дивізії М. Д. Веліканов і за допомогою бронепотяга йому вдалося відвоювати станцію, що стало фатальним для бунтівників. Згідно з червоноармійцем і учасником вечорів спогадів 1937 року Анатолієм Сомащуком, станцію відвоював бронепотяг Терещенка, що змусило повстанців відступити в місто, а на третій день повстання у вокзал увійшли частини Червоної армії з боку Євлаха.
В боях того дня відзначився комісар військового відділу Гянджинського губкому Мамед Сафар Агаєв. Він застрелив двох повстанців і поранив кількох, але й сам загинув. Опинившись в оточенні, штабний командир Б. Морозов організував оборону того кварталу, де розташовувався штаб, і утримував його аж до 31 травня, поки червоноармійці не пішли в загальний наступ. Коли повсталі раптово напали на одну з батарей, то командир легкого артилерійського дивізіону Андрій Толстов першим кинувся до гармат і відкрив вогонь прямою наводкою. Вже пораненим, він продовжував битися і тільки після загибелі Толстова, його помічника Михайла Єрмолаєва та інших артилеристів повстанці оволоділи батареєю.

### Підключення до боїв інших сил
Відразу ж після початку повстання, дивізійний командир 3-го Шекинського кінного полку підполковник Ехсан-хан Нахічеванський вирушив до червоноармійського штабу в Євласі для отримання інформації про подію, але був убитий по прибуттю. Вбивство Е. Нахічеванського підштовхнуло 3-й Шекінський кінний полк до участі в повстанні.
На боці повстанців виступив 3-й полк червоного гарнізону, який був повністю укомплектований азербайджанцями. Між тим, деякі джерела зазначали, що на бік повстанців масово перейшла міська та залізнична міліція, а також багато представників нової Радянської влади, що підірвало довіру керівництва 11-ї Червоної армії до місцевих органів влади.
Число повсталих солдатів було близько 2 тисяч чоловік, але після підключення добровольців з числа міських жителів чисельність досягла 10-12 тисяч чоловік з трьома батареями (дві легкі і одна гірська). Тієї ж ночі мусульманське духовенство закликало мусульман до «священної війни» проти влади більшовиків. На думку азербайджанського історика Ш. Мамедової місцеве населення підтримало мусаватистів за національною ознакою.
Гянджинські вірмени в перший же день повстання стали на бік більшовиків. Вони вважали, як писав В. І. Леніну Бехбуд Шахтахтинський, що їх знищать разом з червоноармійцями у разі якщо повстанці досягнуть успіху. Допомогу червоноармійцям також надавали німецькі селяни з Єленендорфа. При цьому, як зазначає Х. Байрамов, у лавах повстанців боролися члени партії меншовиків, білогвардійці, також німці, грузини. Так, піхотними частинами інсургентів командував полковник Краузе, а артилерією бунтівників — денікінський полковник Ніколаєв.

### Арешти і розправи над червоноармійцями
Увійшовши вночі до вірменської частини міста, мусульмани вбили одного з командирів червоноармійців Колеснікова і комуністів-мусульман. Бунтівники заарештували і відправили в тюрму багатьох штабних працівників і червоноармійців, зокрема штабс-капітана царської армії, а на момент заколоту командира 3-ї бригади О. Г. Ширмахера. У в'язниці також виявився уповноважений надзвичайного комісара Гянджинської губернії Бала Ефендієв. За спогадами С. В. Левчевського було пограбовано і ув'язнено близько 1,200 солдатів. При цьому звільнено в'язнів, а населенню роздали зброю.
Про розправи над червоноармійцями і про умови заарештованих М. Шахбазов у своїх спогадах писав:
|  | почалися арешти і розправи над червоноармійцями і співробітниками військових установ, розташованих у мусульманському районі... Заарештованими швидко переповнилася Гянджинська в'язниця, де почалися нестерпні катування бранців-червоноармійців. Внаслідок абсолютної відсутності питної води, спрагу доводилося вгамовувати просто з калюж, хліба видавали на тиждень ⅜ фунта на душу; відбиралися не тільки цінності, але й остання білизна; той, хто примудрився заховати гроші, платив повстанцям за хліб по 1.000 рублів за фунт.Оригінальний текст (рос.) начались аресты и расправы с красноармейцами и сотрудниками военных учреждений, расположенных в мусульманском районе... Арестованными быстро переполнилась Ганджинская тюрьма, где начались невыносимые истязания пленников — красноармейцев. Вследствие абсолютного отсутствия питьевой воды, жажду приходилось утолять просто из луж, хлеба выдавали на неделю ⅜ фунта на душу; отбирались не только ценности, но и последнее бельё; тот, кто умудрился спрятать деньги, платил повстанцам за хлеб по 1.000 рублей за фунт. |

Іншу точку зору подає азербайджанський офіцер-емігрант Аскер Кенгерлінський. У своїх спогадах він зазначає, що бунтівники не вбили жодного роззброєного червоноармійця.

## Наступні дні
Для нової влади повстання в ряді регіонів, зокрема в Гянджі, становили серйозну загрозу. Особливо секретно-оперативна директива начальника штабу 11-ї Червоної армії, датована 26 травня (місто Баку), наказувала готуватися до можливого загального повстання і жорстоко його придушувати:
В Єлизаветполі йде повстання, в Тертері воно щойно придушене, в Баку нібито готується … Можливо очікувати загального повстання … Ми повинні бути готові до цієї боротьби. Територія Азербайджанської Республіки на цей випадок розділяється на бойові райони, придушення і при тому жорстоке покладається на відповідальних начальників районів … Начальникам районів під час придушення повстання не очікується наказу — «скасування», оскільки завжди може бути порушено зв'язок. Діяти самостійно, виявляючи повну ініціативу для нещадного винищення повсталих, розстрілюючи без суду всі підозрілі елементи. Для попередження повстання взяти чотирьох заручників для майбутніх розстрілів в разі повстання з середовища найбільш видних і впливових верств населення … Дрібні спалахи придушувати з суворою жорстокістю і нещадністю … Якщо розвиток бунтів набуде надзвичайного характеру масового повстання на ґрунті національного і релігійного бузувірства, то прагнення у всіх дійти до Баку, який ми не залишимо і з якого, очистивши нещадно всіх шкідливих елементів, почнемо нещадне придушення бунту на решті території республіки ….

26 травня з боку Єленендорфа (з півдня) почався наступ червоноармійських і вірменських частин, однак повстанцям удалося в ході контратаки зупинити наступ і нанести противнику втрат. Того ж дня червоноармійці атакували з боку Шамхора (північно-західний напрямок), однак повстанцям вдалося за допомогою кулеметів і артилерії відбити атаку і нанести атакуючим чутливі втрати. О 5 годині вечора червоноармійці почали артилерійський обстріл міста і позицій повстанців, але у відповідь вогнем повстанцям вдалося придушити його. Того ж дня повідомлялося про те, що генерал Мамед Каджар захворів.
Провівши перегрупування частин, кавалерійська бригада 20-ї стрілецької дивізії 27 травня оволоділа південно-західною околицею міста, маючи намір перекрити повстанцям шлях у гори. Перед одним полком бригади зі взводом кінної артилерії було поставлено завдання обійти Гянджу зі сходу і півночі, зайняти північно-західні окраїни й ізолювати противника. Тим часом, повстанці, сконцентрувавши значні сили в північній частині міста, спробували знову взяти станцію, але всі їх атаки було відбито. Вони окопались у виноградниках і городах вздовж шосе. Кавалерійському полку 20-ї стрілецької дивізії зі взводом кінної артилерії, що підійшов до того часу, було поставлено завдання атакувати повстанців, і допомогу в цьому їм надав бронепотяг, який прибув з Баку. У підсумку, повстанці знову виявилися відкинутими від станції. Однак артилерії повстанців вдалося знищити один з мостів на захід від Гянджі і на деякий час перервати сполучення з Казахом. Протягом усього дня повстанцям вдалося відбити 7 атак червоноармійців, які намагалися штурмом оволодіти містом. Не зумівши взяти штурмом місто, червоноармійці почали артилерійський обстріл, який тривав весь день.
Згідно з постановою ЦК АКП(б) і Азревкому було утворено Раду робітничо-селянської оборони Азербайджану, до складу якої увійшли Н. Наріманов, М. Д. Гусейнов та інші. 28 травня «Известия Временного Революционного Комитета Азербайджана» (Вісті Тимчасового Революційного Комітету Азербайджану) опублікували постанову Азревкому, в якій стверджувалося:
|  | Азербайджанська контрреволюція занесла свою злочинну, криваву лапу над головою робітничо-селянської влади. Молода Радянська Республіка зазнала розбійницького нападу розлючених банд реакції. В силу виникнення загрозливого становища для справи робітничо-селянської революції Тимчасовий революційний комітет Азербайджанської Соціалістичної Радянської Республіки, в згоді з Центральним Комітетом Азербайджанської Комуністичної партії, вирішив утворити Раду Робітничо-Селянської Оборони Азербайджану для швидкої ліквідації контрреволюції, надавши їй найширші повноваження.Оригінальний текст (рос.) Азербайджанская контрреволюция занесла свою преступную, кровавую лапу над головой рабоче-крестьянской власти. Молодая Советская Республика подверглась разбойничьему нападению рассвирепевших банд реакции. В силу создавшегося угрожающего положения для дела рабоче-крестьянской революции Временный революционный комитет Азербайджанской Социалистической Советской Республики, в согласии с Центральным Комитетом Азербайджанской Коммунистической партии, решил образовать Совет Рабоче-Крестьянской Обороны Азербайджана для быстрой ликвидации контрреволюции, предоставив ему самые широкие полномочия. |

29 числа ЦК АКП(б) опублікував у пресі звернення до всіх робітників, селян і червоноармійців Азербайджану: «Революція в небезпеці! Буржуазія ще сильна, вона не роззброєна… Станьте всі на захист ваших інтересів, на захист Радянської влади!». До придушення повстання підключилися сформовані до того часу азербайджанські національні частини Червоної армії. У розташованому в Гянджинському повіті селищі Чардахли було організовано інтернаціональний загін кількістю 200 чоловік, який виступив на допомогу частинам Червоної армії.
Між тим, незважаючи на продовження важких боїв, було ухвалено рішення відзначати 28 числа другу річницю проголошення Азербайджанської Демократичної Республіки (нині цей день відзначається як День Республіки). Полковник Дж. Кязімбеков у своїх спогадах писав: «Кожен говорив про боротьбу до кінця. Нехай нас переможуть, але нехай ця перемога обійдеться ворогові в сотні, тисячі трупів. Нехай день 28 травня увійде в нашу історію не тільки як день проголошення нашої незалежності, але і як день великих жертв заради Батьківщини. Нехай 28 травня ворог зіткнеться з важкою, нещадною боротьбою на смерть. 28 травня гідний опір буде символом сили нашої волі і символом нашої моральної перемоги».
Того ж дня в Гянджу, після придушення антирадянського повстання в Тертері, прибула 18-а кавалерійська дивізія (начдив — колишній царський вахмістр П. В. Куришко, воєнком — А. Д. Кулешов), яку в оперативному відношенні підпорядкували начальнику 20-ї дивізії М. Д. Веліканову; також прибули чотири бронепотяги, гаубичний дивізіон 20-ї стрілецької дивізії з грузинського кордону. Перед кавалеристами Куришко стояло завдання зайняти ділянку від річки Гянджа до Болчали і таким чином охопити південну і південно-західну частини міста, перешкодивши відходу сил противника в гори. Всю кінноту, для зручності управління, об'єднали під командуванням Куришка.
Вранці того дня, об 11 годині, запеклий бій розгорнувся на підступах до Гянджі з шамхорського напрямку. Керовані полковниками Кязімбековым і Гаузеном (полковим заступником останнього), а також капітаном Мірізаде, азербайджанські частини дозволили передовим частинам 18-ї кавалерійської дивізії (два ескадрони) підійти на відстань 600 метрів. І відкривши шквальний вогонь з шести гармат і 22 кулеметів, заколотники за підтримки повстанців і піхоти, які завдали удару з флангу, розгромили противника. Згідно зі спогадами Д. Кязімзаде, убиті і поранені червоноармійці покрили все поле бою.
О 2 годині дня червоноармійці зробли ще одну атаку з боку Єленендорфа, однак її було відбито спільними зусиллями одного з бунтівних батальйонів і партизанських угруповань.
За словами очевидця і учасника вечорів спогадів 1937 року комдив Веліканов, усвідомивши, що в його підпорядкуванні в живих залишилося тільки 150—200 чоловік, наказав їм покинути місто. Серед загиблих були такі командири як Михайло Гореватов. Того ж дня 4-5 артилерійських бригад розташувалися навколо станції. На станцію прибули також бронепотяги «Червоний дагестанець», «Червона Астрахань», «III Інтернаціонал», «Грім», «Карл Маркс», «Шаумян—Джапарідзе». З артилерії і бронепоїздів місто регулярно обстрілювався. У перший день обстрілу від дружнього вогню загинула велика кількість червоноармійців.
В цей час шпигуни ярого азербайджанського комуніста Сеїда Джавадова доповіли в штаб Червоної Армії про позиціях бунтівників і розташування військових складів. За це зрада Сеїд Джавадов і його люди були розстріляні партизанами Сари Алекпера.
В ніч з 28 на 29 травня надійшло повідомлення про укладення Радянською Росією мирної угоди з Грузією, яку сторони підписали ще 7 травня, що стало ударом у спину для бунтівників, оскільки вони не могли тепер розраховувати на зовнішню підтримку.
29 травня частини Червоної армії перейшли в наступ. 178-й та 179-й полки, атакувавши північну і північно-західну частини міста, в 7 годин ранку увірвалися на його околиці. Сильна злива, що розпочалася цього дня, і подальший розлив річок Гянджачай і Гушгара ускладнила ситуацію як для бунтівників, так і для червоноармійців. На міських вулицях розгорнулися бої. Повстанці провели рішучу контратаку. Через нездатність стримати противника, залізничному батальйону, що діяв на лівому фланзі 178-го полку, довелося відступити на вихідні позиції. Обидва полки, зважаючи на загрозу удару з флангу, почали відходити, зазнавши великих втрат. Тим військам, що вели наступ зі сходу, з вірменської частини, довелося затриматися внаслідок розливу річки Гянджачай. Кіннота 18-ї кавалерійської дивізії, що атакувала з південної і південно-західної частин міста, не змогла виконати завдання, і після понесених втрат їй довелося також відійти. 180-й стрілецький полк спробував, за сприяння вірменських загонів, увійти в азербайджанську частину міста зі сходу, але це їм не вдалося. Червоноармійці за спроби перейти через річку були обстріляні з кулеметів і зазнали великих втрат, десятки червоноармійців потонули в річці. У важких боях в єленендорфському напрямку в той день загинув командир одного з бунтівних батальйонів, капітан Мірізаде.
В оперативному зведенні штабу 11-ї Червоної Армії від 1 червня говорилося:
|  | обложені... чинили запеклий опір, завдавши нам значних втрат. Озлоблення червоноармійців росло і посилювалося. Повсталі, побачивши, мабуть, в неуспіху нашого демонстративного наступу нашу слабкість, повели енергійний наступ одночасно на вірменську частину, яку весь час займали наші частини, і на станцію. З цього часу повсталі більше спроб до наступу не вели, продовжуючи, однак, обстрілювати наші частини посиленим артилерійським вогнем, чим завдавали нашим частинам відчутних втрат.Оригінальний текст (рос.) осаждённые... оказали упорное сопротивление, нанеся нам значительные потери. Озлобление красноармейцев росло и усиливалось. Восставшие, увидев, по-видимому, в неуспехе нашего демонстративного наступления нашу слабость, повели энергичное наступление одновременно на армянскую часть, всё время занимавшуюся нашими частями, и на станцию. С этого времени восставшие больше попыток к наступлению не вели, продолжая, однако, обстреливать наши части усиленным артиллерийским огнём, чем наносили нашим частям чувствительные потери |

Невдачі 29 числа змусили командування 11-ї Червоної армії терміново підтягнути додаткові сили. Зокрема, з грузинського кордону перекинули 2-гу бригаду 20-ї стрілецької дивізії під командуванням Войцеховського у складі 175-го і 176-го полків, один легкий артилерійський дивізіон, вірменську гірську батарею і бронеавтодивізіон з Баку. Таким чином, перед наступом червоноармійці мали п'ять стрілецьких і шість кавалерійських полків, 57 гармат, два бронеавтодивізіони і 6 бронепотягів.
30 травня червоноармійці почали черговий наступ. Під сильним натиском червоноармійців, 1-й батальйон Гянджинського полку, який тримав позицію в єленендорфському напрямку спільно з партизанськими загонами, був змушений відступити. Наступ у шамхорському напрямку відбили частини 2-го батальйону.

### Придушення повстання
До 31 травня червоноармійці зосередили під Гянджою 5 стрілецьких та 6 кінних полків, 7 спецпідрозділів, 2 бронеавтодивізіони, 8 бронепотягів, 57 важких гармат. Вирішальний наступ було прийнято вести з півночі, з боку залізничної станції, через малу кількість будівель у цьому напрямку. Історики Дарабаді і Кадишев писали, що вирішальний наступ почався 31 травня о 9 ранку з боку залізничної станції, і розгорнулося вздовж шосе. Про наступ о 9 ранку писав і ад'ютант Веліканова, полковник І. Л. Обертас. Але разом з тим є наказ, який Куришко віддав о 13 годині цього дня і в ньому сказано: «о 5 годині (вечора) цього числа травня місяця почнеться загальний наступ на м. Гянджу… Всім командирам бути на своїх місцях… твердо пам'ятаючи, що бунтівники у справжньому бою повинні бути знищені будь що».
Основний удар тепер вели п'ять стрілецьких полків і загони проти північної околиці міста. Атака здійснювалася двома ешелонами: у першому — 3 полки, у другому — 2 полки. Останнім двом полкам у разі успіху наступу належало посилити натиск, а в разі провалу — посилити оборону. Підтримку п'яти полкам надавала вся артилерія, якою командував начальник артилерії 20-ї стрілецької дивізії Л. Я. Плуме, а також автобронедивізіон. Кіннота повинна була блокувати місто і перекрити шляхи відступу противникові у західному напрямку, в гори. Територію, на якій розгорнулися бойові дії, майже суцільно покривали виноградники, що ускладнювало наступ. Дуже перешкоджав пересуванню військ і техніки глинистий ґрунт, розмитий дощами. Червоноармійцям вдалося вибити повстанців з виноградників і за підтримки артилерії увірватися на північну околицю Гянджі. По всьому місту розгорнулися бої. Червоноармійські частини, розбившись на загони, почали очищати місто. Бунтівники засіли в будинках і на горищах. При цьому повсталі чинили запеклий опір. В оперативному зведенні штабу 11-ї Червоної армії зазначено: «Повсталі вперто не здавали своїх позицій».
Червоноармієць Анатолій Сомащук так описував бої:
|  | На п'ятий день повстання, після того як було випущено сигнальну ракету, розпочався наступ у напрямку міста. Наш загін просунувся до полотняної фабрики . Патронів не вистачало. В тому бою ми втратили зв'язок з лівим флангом. Втрати були великі. Лише наступного дня ми взяли перевагу.Оригінальний текст (рос.) На пятый день восстания, после того как была выпущена сигнальная ракета, было начато наступление в направлении города. Наш отряд продвинулся до суконной фабрики. Патронов не хватало. В том бою мы потеряли связь с левым флангом. Потери были большие. Лишь на следующий день мы взяли превосходство |

Джерела відзначали відчайдушний опір обох сторін. Так, радянський історик Трєскунов згадує, що П. В. Куришко в одній з атак вирвався вперед і опинився в оточенні кількох кіннотників-бунтівників, але до нього підскакала дівчина-фельдшер з криком «Начдиве, оточують!» і, відбивши разом з нею навалу ворогів, йому вдалося вирватися з кільця. В іншому бою, в районі Єленендорфа, Куришко, незважаючи на сімнадцяте своє поранення (в даному випадку в руку), змінив коня на тачанку, продовжуючи керувати діями кавалеристів. В боях також відзначився і загинув комсомолець Григорій Околесний. Командир 1-го ескадрону 103 кавалерійського полку Сава Проценко, пробивши дорогу для проходу кінноти дивізії, загинув у цьому бою. Телеграфісту Т. Каплуновському під ураганним вогнем противника вдалося виправити телеграфну лінію, забезпечивши зв'язок Гянджі з Баку. З іншого боку, зі слів турецького комуніста М. Субхі, у вуличних боях проти червоноармійців брали участь навіть жінки. З оперативного зведення 11-ї Червоної армії від 1 червня виявляється, що бунтівників довелося вибивати артилерійським вогнем практично з кожної хати.
На той момент, коли в місті йшли вуличні бої, у в'язниці ще залишалися заарештовані червоноармійці, командири, штабні працівники, серед яких командир 3-ї бригади 20-ї стрілецької дивізії О. Г. Ширмахер. В Гянджу з Баку зі спеціальною місією прибув надзвичайний комісар АКП(б) в Гянджинській губернії Г. Султанов у супроводі групи більшовиків і за його допомоги заарештовані червоноармійці  (чисельністю до 2 тисяч)  на чолі з О. Г. Ширмахером обеззброїли охорону і, захопивши в розташованій поблизу збройовій майстерні два справних кулемети і одну гармату з боєприпасами, відкрили вогонь з тилу , значно прискоривши розгром заколотників  . Пізніше, в атестації за 1922 рік на О. Г. Ширмахера, підписаній М. Л. Велікановим, буде сказано, що Ширмахер "безпартійний, але за своїми переконаннями цілком на боці Рад(янської) влади, що він неодноразово довів під час Єлизаветинського повстання, коли він, бувши полоненим повстанцями, залишився вірним Червоній армії і, піднявши інших заарештованих, сприяв взяттю Єлизаветполя 20 дивізією " .
Згідно з азербайджанським істориком Тофіком Багіровим саме через атаки з тилу та прибуття нових частин і бронепотягів, успіх перейшов на бік більшовиків.
За даними 11-ї Червоної армії, вирішальний наступ червоноармійців, що почався 31 травня, закінчився придушенням повстання того ж дня. Несучи важкі втрати, бунтівники почали швидко розсіюватися і до вечора повстання було повністю придушене. Частина повсталих і багато жителів за допомоги залишків 3-го Гянджинского піхотного полку змогли прорвати кільце оточення і вирватися з міста, рушивши в гори.
За спогадами ж Дж. Кязімбекова, вирішальний наступ червоноармійців закінчилося лише 1 червня, а наступного дня після масованого артобстрілу, почався одночасний наступ у центр міста численної піхоти і автобронедивізіону з півночі, а також червоноармійських частин, розташованих у вірменській частині міста, — зі сходу. Повстанці були оточені, і лише наступного дня, 2 червня, невеликій кількості солдатів вдалося прорвати кільце і відступити разом з частиною населення до північно-західних висот.
Російський історик І. С. Ратьковський також згадує, що 1 червня з захоплених в Гянджі гармат повсталі мусаватисти 1 червня обстріляли в районі станції Шамхор ешелон, на якому знаходилися червоні війська. До гармат були поставлені захоплені полонені і, якщо вони відмовлялися чи погано стріляли, то їх розстрілювали і скидали в глибокий колодязь. Після бою в ньому виявили понад 20 трупів. І. С. Ратьковський відносить даний епізод до Білого терору.
Пізніше, в одному з номерів газети «Комсомольська правда» від 1938 року опубліковано спогади Сеїда Якубова про роль Серго Орджонікідзе в придушенні заколоту: «у травні в Гянджі спалахнуло повстання мусаватистів… Мусаватисти окопалися в садах. В цей час у Гянджу приїжджає Орджонікідзе. Він приймає рішення — негайно вибити ворога з садів, засипати їх гранатами. Наказ Орджонікідзе був виконаний, і, натхнені його присутністю, бійці блискавичною атакою очистили Гянджу від ворога…».

## Підсумок
Місто внаслідок вуличних боїв виявилося практично повністю зруйнованим, за винятком вірменської частини. Очевидці порівнювали наслідки повстання та його придушення з наслідками землетрусу 1139 року. До цього певною мірою причетне і командування Червоної армії. М. К. Левандовський, дотримуючись думки, що «жорстокі розправи в Гянджі, аж до повного руйнування міста, зможуть розрядити всю цю атмосферу», давав наказ Веліканову: «Тепер же наказую… почати руйнувати квартал за кварталом і зруйнувати все місто» (в цьому місці він рукою писав «до основи»); «придушення повстання повинно носити характер найжорстокішої і нещадної розправи. За кожну пролиту кров червоноармійців всіх учасників повстання розстрілювати без будь-якого суду».

В зв'язку з подіями в Гянджі Н. Наріманов 31 травня, коли повстання вже закінчилося, опублікував свою статтю «Провокація мусавату і дашнаків», у якій виправдовує поразку повстання. Він у цій статті писав:

Думали, що мусават себе трохи показав і більше найближчим часом думати про владу не посміє… Багато з нас у питанні відносин з мусаватистами вважали, що не будемо їх чіпати, поки вони не почнуть нам шкодити або нападати на нас. Нашої позиції мусават не зрозумів. Займаючись провокацією з першого ж дня, довів, врешті-решт, справу до Гянджинських подій. Зруйнувавши азербайджанську бідноту, вони з мільйонами в кишені перебралися до Тифліса і звідти віддавали в Гянджу накази. Говорили: «Гей ви, мусульмани Азербайджану, чи знаєте ви, що ми передали владу мусульманським комуністам, але вони продали Азербайджан Росії». Беки, хани і поміщики, які втратили свої землі і які вже нічим не могли обдурити народ, не посоромляться і не соромляться поширювати цю безсовісно провокацію. Вони напали на нашу Червону армію, вбили наших товаришів і так далі… і так далі… а що зараз відбувається? Кров у Гянджі ллється рікою. Босі, з непокритими головами тікають з міста жінки, діти. Це — підсумок мусаватської провокації.

Телеграму Орджонікідзе про заколот у Гянджі Ленін і Сталін отримали того ж дня. Орджонікідзе в ній поінформував про те, що шестиденні завзяті бої закінчилися придушенням повстання найжорстокішим чином. На думку Й. Баберовскі, тепер мусульмани Радянську владу сприймали як панування злих іновірців, які прийшли на їхню батьківщину з вогнем і мечем.

## Гуманітарні наслідки

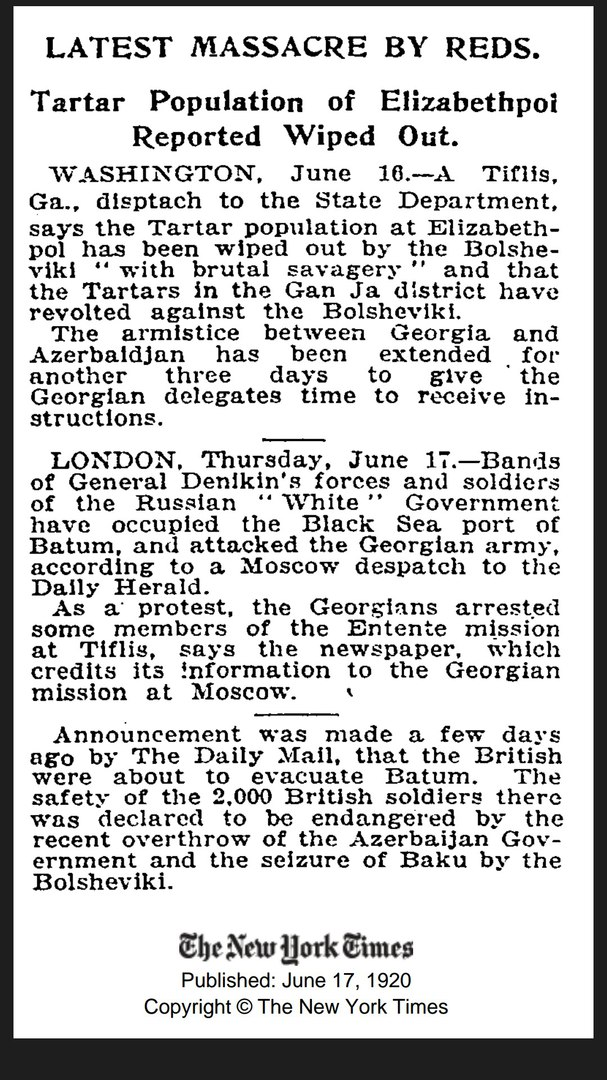
«Татарське населення Єлизаветполя було вирізано більшовиками з брутальною дикістю» — замітка з The New York Times про повстання і його придушення, 17 червня 1920 року.

Під час придушення повстання, М. К. Левандовський 29 травня вів переговори з начальником 20 дивізії М. Д. Велікановим, вказуючи йому: «не чіпайте тільки жінок і дітей», проте придушення повстання призвело до великих жертв серед цивільного повстання.
Багато мусульман намагалися знайти укриття в підвалах і садах, де ще протягом багатьох днів знаходили трупи жінок і дітей. Пізніше брат поетеси Н. Рафібейлі — Рашид Рафібейлі — згадував, як, коли мати виводила з міста його з сестрою і братом, він бачив вулиці, повні мертвих і поранених, які волали про допомогу, але яким ніхто не міг допомогти. Один з учасників Гянджинського повстання Самухлу Гачаг Мамедгасим всю відповідальність за загибель людей покладав на більшовиків. Він описував трагічні події так:
|  | Мені доручили обороняти територію під назвою Дьорд'йол. Тут неможливо було рухатися від трупів людей і коней. На нас немов град лився артилерійський і кулеметний вогонь. Більшовиків, що збирались у вірменській [частині міста] стороні ставало все більше і більше з кожною хвилиною. Нам же підмога не приходила. Нарешті, більшовики увійшли в Гянджу з боку Учтяпи. Вони три дні і ночі, незважаючи на стать і вік, вбивали навіть жінок, дітей і людей похилого віку. На вулицях було стільки трупів, що неможливо було рухатися. Зливові дощі ще більше погіршували ситуацію. Розлив річки Гянджачай заважав входженню в місто. Колодязі були наповнені свіжою кров'ю. Знавіснілий від руйнування будинків, садів і парків народ біг хто куди. Нещасні люди, рятуючись від артилерії, що обстрілювала місто зі сходу, рушили на захід. Однак на їхньому шляху була бурхлива річка Гушгара. Вперше я бачив, як річка забирає з собою все що є - скелі, каміння. Рятуючись від кривавих більшовиків діти, дівчата, люди похилого віку, жінки кидалися в річку і гинули в потоці.Оригінальний текст (рос.) Мне поручили оборонять территорию под названием Дёрдъёл. Здесь невозможно было двигаться от трупов людей и коней. На нас словно град лился артиллерийский и пулемётный огонь. Собиравшихся в армянской [части города] стороне большевиков становилось всё больше и больше с каждой минутой. Нам же подмога не приходила. Наконец, большевики вошли в Гянджу со стороны Учтяпы. Они три дня и ночи, невзирая на пол и возраст, убивали даже женщин, детей и стариков. На улицах было столько трупов, что невозможно было двигаться. Ливневые дожди ещё более усугубляли ситуацию. Разлив реки Гянджачай мешал вхождению в город. Колодцы были наполнены свежей кровью. Обезумевший от разрушения домов, садов и парков народ бежал кто куда. Несчастные люди, спасаясь от обстреливающей с востока город артиллерии, устремились на запад. Однако на их пути находилась разбушевавшая река Гушгара. Впервые я видел, как река уносит с собой всё что есть — скалы, камни. Спасаясь от кровавых большевиков дети, девушки, старики, женщины бросались в реку и погибали в потоке |

Солдати зайнялися мародерством, грабуючи магазини мусульманських торговців і позбавляючи мешканців меблів і домашнього начиння, а вірмени, в прагненні помсти, вказували червоноармійцям дорогу до будинків «буржуїв». За словами Аскера Кенгерлінського, жоден будиноку не уник розграбування. Голова створеного після придушення повстання Гянджинського повітового революційного комітету Ібрагім Алієв у своєму наказі № 1 від 4 червня 1920 року зазначав, що одразу після придушення повстання «татарської» (тобто азербайджанської) частини міста масово відбуваються грабіж, разбій і хижацтво і вимагав їх негайного припинення.
М. Субхі в своїй доповіді, зверненій до ЦК АКП(б), Азревкому і члена Реввійськради Кавказького фронту Г. Орджонікідзе, навпаки, писав, що розпалюванню настроїв більшовиків посприяли також вірмени і що трупи людей, як стверджували, або від рук вірмен, або від рук більшовиків:
|  | Червоноармійці, що увірвались, поводилися досить круто. Самочинні обшуки і реквізиції на очах у свого командування. Магазини, вцілілі від аскерських частин, були ними дочищені. Командування безсиле було боротися з ними. З метою ізоляції червоноармійців від вірмен на мосту, який відділяє вірменську частину міста від мусульманської, було поставлено загороджувальний загін, але відчайдушні вірмени робили свою справу. Перепливали на інший берег і вели посилену агітацію серед наших частин. Вказували їм житла нібито буржуазії, взагалі підливали масла у вогонь, і зрозуміло, що страждала не тільки буржуазія, а й найбідніший клас. Налічується від 3500-4000 убитих мирного населення (жінок і дітей, поранених не зустрічається). Всі трупи знайдені здебільшого в садах, всередині будинків і в підвалах. Це пояснюється тим, що населення після входу червоноармійців тікало в сади, ховалося всередині будинків, в підвали, куди хто міг. Деякі стверджують, що це результат роботи вірмен, інші ж - червоноармійців. Поведінка наших частин легко пояснюється тим, що у них на очах не тільки аскери, але й населення, навіть жінки брали діяльну участь у повстанні. У них на очах падали десятки товаришів убитими і пораненими. Крім того, провокації вірмен-навушників розпалювали їх пристрасті. Все це створило озлобленість навіть на мирне населення в середовищі червоноармійців. Це, правда, не може служити їх виправданням, але, беручи до уваги, що політичне виховання у них відсутнє, можна легко пояснити їх поведінку.Оригінальний текст (рос.) Ворвавшиеся красноармейцы довольно круто обращались. Самочинные обыски и реквизиции на глазах у своего командования. Магазины, уцелевшие от аскерских частей, были ими дочищены. Командование бессильно было бороться с ними. В целях изоляции красноармейцев от армян на мосту, отделяющем армянскую часть города от мусульманской, был поставлен заградительный отряд, но отчаянные армяне делали своё дело. Переплывали на другой берег и вели усиленную агитацию среди наших частей. Указывали им жилища якобы буржуазии, вообще подливали масло в огонь, и понятно, что страдала не только буржуазия, но и беднейший класс. Насчитывается от 3500–4000 убитых мирного населения (женщин и детей, раненых не встречается). Все трупы найдены большей частью в садах, внутри домов и в подвалах. Это объясняется тем, что население после входа красноармейцев убегало в сады, пряталось внутри домов, в подвалы, куда кто мог. Некоторые утверждают, что это результат работы армян, другие же – красноармейцев. Поведение наших частей легко объясняется тем, что у них на глазах не только аскеры, но и население, даже женщины принимали самое деятельное участие в восстании. У них на глазах падали десятки товарищей убитыми и ранеными. Кроме того, провокации армян-наушников разжигали их страсти. Все это создало озлобленность даже на мирное население в среде красноармейцев. Это, правда, не может служить их оправданием, но, принимая во внимание, что политическое воспитание у них отсутствует, можно легко объяснить их поведение. |

Субхі спробував напоумити і шляхом переконання донести до червоноармійців, що ці дії несуть згубний характер, але ті йому відповіли, що кожен солдат має право збирати військові «трофеї».
Разом з тим, німецький історик Й. Баберовскі причину того, що червоноармійці не щадили жінок і дітей бачить у тому, що цивільне населення брало активну участь у повстанні. Так, інспектор піхоти 11-ї Червоної армії Мельников, про соціальну базу повстання доповідав Орджонікідзе так: «контингент повсталих становило майже все мусульманське населення: були випадки, коли навіть жінки стріляли з гвинтівок, потім при обшуку у деяких знаходили в складках сукні револьвери. Навіть одну, як мені розповідав один червоноармієць, знайшли біля кулемета на даху».

Варто відзначити, що командування 11-ї Червоної армії не визнавало фактів насильства над цивільним населенням, до того ж позиціювало червоноармійців як захисників населення. Так, у наказі військам 11-ї Червоної армії, написаному командувачем армією М. К. Левандовським і членом Реввійськради Я. І. Весніком, опублікованому в газеті «Червоний воїн» за 3 червня, сказано:
Товариші червоноармійці! Революційна Рада армії вітає вас з приводу повного і рішучого придушення заколоту ханів і беків в Гянджі. Гянджинське випробування Червона армія і аскери витримали з найбільшою честю і показало їх високу класову свідомість. Під час боїв була виявлено абсолютну твердість. Безпосередньо при ліквідації заколоту на вулицях міста червоноармійці вели себе бездоганно, охороняючи життя і честь жінок, шкодуючи кожного обеззброєного ворога… Ми повинні всі сили вжити на те, щоб азербайджанський народ зрозумів, що не завойовниками ми прийшли в його країну, а помічниками, братами. Наша справа — свята і вона восторжествує… Для торжества цієї справи, товариші червоноармійці, потрібна найбільша витримка, повага до звичаїв, дружнє роз'яснення завдань Радянської влади, допомога в радянському будівництві і господарстві, в першу чергу в розділенні бекської землі між селянами. Нехай кожен бідняк-мусульманин бачить у нас захисників від зазіхань на його і землю і фабрику, вчителі в організації свого життя, друга і брата в біді…
Оригінальний текст (рос.)
Товарищи красноармейцы! Революционный Совет Армии приветствует вас по поводу полного и решительного подавления мятежа ханов и беков в Гяндже. Гянджинское испытание вынесено Красной Армией и аскерами с величайшей честью и показало их высокую классовую сознательность. Во время боёв была проявлена абсолютная твёрдость. Непосредственно при ликвидации мятежа на улицах города красноармейцы вели себя безукоризненно, охраняя жизнь и честь женщин, щадя каждого обезоруженного врага... Мы должны все силы употребить на то, чтобы азербайджанский народ понял, что не завоевателями мы пришли в его страну, а помощниками, братьями. Наше дело — святое и оно восторжествует... Для торжества этого дела, товарищи красноармейцы, нужна величайшая выдержка, уважение к обычаям, дружеское разъяснение задач Советской власти, помощь в советском строительстве и хозяйстве, в первую очередь в разделе бекской земли между крестьянами. Пусть каждый бедняк-мусульманин видит в нас защитников от посягательств на его и землю и фабрику, учителя в организации своей жизни, друга и брата в беде...

За спогадами М. Шахбазова у пограбуванні брали участь мародери, а червоноармійці, навпаки, намагалися перешкодити неподобствам: 
Не встигла вщухнути боротьба, як м. Ганджа стає ареною грабежів і насильств. Залишки банд, користуючись безвладдям у місті, розкрадають міську грошову касу, матеріальні склади і творять жахи: грабують серед білого дня, гвалтують жінок, убивають дітей на очах матерів і батьків. І потрібно віддати належне Червоним бійцям: вони показали зразок високої свідомості і дисципліни: захищали жінок і дітей, розстрілювали мародерів, які намагалися грабувати; голодним роздавали хліб зі своїх мізерних пайків, заспокоювали заляканих громадян і т. д. Мужність і стійкість Червоної армії будуть довго жити в пам'яті трудящих Азербайджану.
Оригінальний текст (рос.)
Не успела стихнуть борьба, как гор. Ганджа становится ареной грабежей и насилий. Остатки банд, пользуясь безвластьем в городе, расхищают городскую денежную кассу, материальный склады и творят ужасы: грабят среди белого дня, насилуют женщин, убивают детей на глазах матерей и отцов. И нужно отдать справедливость Красным бойцам: они показали образец высокой сознательности и дисциплины: защищали женщин и детей, расстреливали мародёров, пытавшихся грабить; голодным раздавали хлеб из своих мизерных пайков, успокаивали запуганных граждан и т. д. Мужество и стойкость Красной армии будут долго жить в памяти трудящихся Азербайджана.

### Роль представників вірменської громади
Сучасники давали різну інформацію про діяльність вірмен після придушення повстання.
За одними відомостями, спроби вірменських ополченців пограбувати противника і «особливо… влаштувати різанину» були припинені. У доповіді за 7 червня інспектора XI Червоної Армії Мельникова, надісланій Серго Орджонікідзе, йшлося про те, що вірмени відчували страх перед червоноармійцями і тому різанина не вдалася, вони «тільки заарештовували мусульман і перепроваджували до нас». Щоб «не створювати провокацію», під час роззброєння повсталих довелося відокремити комуністів-вірмен від комуністів-азербайджанців.
З іншого боку, деякі очевидці повідомляли, що представники вірменської громади брали участь у пограбуваннях та вбивствах. Так, Аскер Кенгерлінський вказував, що поряд з червоноармійцями в пограбуванні брали участь і вірмени. Також він зазначав, що в сусідні вірменські села вірмени відвели 12 азербайджанських дівчат і жінок, які так і не повернулися. Про грабежі та вбивства, в яких брали участь вірмени, також писав очевидець тих подій майбутній академік Алі Кулієв:
|  | Після придушення повстання розбійницька банда увірвалася до немічного старого і зажадала його багатства. Мешаді Аллахверді знаком руки щось сказав... Перевернувши весь будинок, зламали всі скрині, що було - взяли. Йдучи, кати кілька разів пробили старого багнетами, потім кілька разів вистрілили в його труп. При переході в сусідню кімнату, один з них зустрівся зі мною поглядом. Щось крикнув вірменською, він оглушив мене ударом по голові. Я впав, знепритомнівши.Оригінальний текст (рос.) После подавления восстания разбойничья банда ворвалась к немощному старику и потребовала его богатства. Мешади Аллахверди знаком руки что-то сказал... Перевернув весь дом, сломали все сундуки, что было — взяли. Уходя, палачи несколько раз пробили старика штыками, затем несколько раз выстрелили в его труп. При переходе в соседнюю комнату, один из них встретился со мной взглядом. Что-то крикнув на армянском, он оглушил меня ударом по голове. Я упал, потеряв сознание. |

Як відомо, у більшовицьку партію стали вступати члени колишніх опозиційних партій (наприклад меншовики Агамалі огли, Алігейдар Караєв чи ліві есери Ахундов, Джабієв. Тому під час придушення і розслідування гянджинських подій серед більшовиків числилися особи й із інших партій. Наприклад, слідчий особливого відділу і уповноважений Губернського надзвичайного комітету А. М. Мєлконов одночасно входив як до більшовицької партії, так і до партії «Дашнакцутюн». У ніч з 6 на 7 липня у дворі в'язниці, без суду і слідства, він сам знищив 23 чоловік: «Він на допиті шляхом побиття селян до крові, змушував малограмотних людей підписувати якісь протоколи і на цій підставі розстрілював масу людей».

## Втрати
На початку повстання, 27 травня, представник 20-ї стрілецької дивізії Граховський доповідав начальнику оперативного відділення штабу 11-ї Червоної армії Кузнєцову, що «убитих і поранених з нашого боку, за чутками, близько ста осіб, поручитися за ці відомості не можу».
За версією великого фахівця з військової історії, радянського військового історика А. Б. Кадишева, за час боїв радянська сторона втратила 20 чоловік убитими і до 900 пораненими, тоді як втрати повстанців становили більше 1000 чоловік убитими. Дану версію наводить ад'ютант Веліканова, полковник І. Л. Обертас, але при цьому він посилається на Кадишева. Радянсько-азербайджанський історик П. Дарабаді зі свого боку вважав зазначені втрати червоноармійців явно применшеними.
Червоноармійські джерела давали іншу оцінку — 808 убитих і поранених з радянської сторони і 1000 загиблих повстанців. Кандидат історичних наук, підполковник запасу М. Б. Траскунов, спираючись на архівні матеріали, навів цифру в 873 убитих і поранених червоноармійців. Згідно з офіційними радянськими даними, у боях загинуло 920 бійців і командирів Червоної Армії, а також 1000 повстанців. Більше того, за іншими відомостями в боях полягло 1,500 червоноармійців і 4 тисячі мусульман. А. Галустян, також спираючись на архівні матеріали, писав, що втрати з радянської сторони склали близько 3 тисяч чоловік, тоді як убитих повстанців у два рази більше. Згідно з цифрами, наведеними Расулзаде, було вбито 8 тисяч солдатів, а кількість жертв серед мусульман становила 15 тисяч.
Прибулий в Гянджу турецький комуніст Мустафа Субхі в своїй доповіді, зверненій до ЦК АКП(б), Азревкому і члена реввійськради Кавказького фронту Р. Орджонікідзе оцінював кількість загиблих гянджинців (з урахуванням мирного населення, втрати серед якого він оцінював в більше ніж 3500-4000 осіб) у 12 тисяч, а втрати серед 11-ї Червоної армії у 8500 осіб.
Азербайджанський офіцер-емігрант Аскер Кенгерлінський у своїй статті 1922 року вказував, що під час придушення повстання більшовики вирізали до 13 тисяч мирних жителів, при цьому він протиставляє цьому те, що бунтівники не вбили жодного роззброєного червоноармійця. За твердженнями Western Gazette [Архівовано 25 травня 2018 у Wayback Machine.] і Cheltenham Chronicle [Архівовано 25 травня 2018 у Wayback Machine.] більшовики при взятті міста вирізали 15,000 мусульман, серед яких діти і жінки. Антибільшовицьки налаштований історик і публіцист С. П. Мельгунов, згадував про 40 тисяч убитих більшовиками мусульман під час Гянджинського повстання (він у свій час підкреслював, що немає можливості перевірити достовірність усіх зібраних ним матеріалів). Російський історик А. А. Кирілліна звертала увагу, що загальна кількість повсталих досягала 12 тисяч чоловік і якщо б навіть їх усіх розстріляли під час придушення заколоту, то це ніяк не могло досягти 40 тисяч, та й у ході боїв втрат зазнали обидві сторони і назвати кількість загиблих у даний час неможливо.
У книзі Байрамова «Gəncə üsyanı — 1920» наводиться думка, що масова загибель жителів під час придушення повстання і подальша втеча багатьох жителів відображені і в статистичних даних. Якщо в 1917 році тут жило 60,291 особа, то в 1921 році — 42,602, тобто на 17,689 осіб менше. Між тим, перепис 1921 року показала у Гянджі не 42,602 особи, як це сказано у Байрамова, а 37,362 і ще 3,189 осіб у вокзальному селищі, 1,951 — у Червоному селі. Варто відзначити також, що спад чисельності населення був у всьому Азербайджані і в числі причин, окрім тих, що мали місце в Гянджі, також були підвищена смертність та еміграція населення. У виданому 1924 року довіднику «Весь Азербайджан» серед деурбанізованих міст згадувалася Гянджа, де, за даними 1921 року, чисельність населення становила 42,602 (як у книзі "Gəncə üsyanı — 1920), а за даними 1923 року ще менше — 38,880.

## Подальші події
1 червня Рада оборони Азербайджанської РСР видала звернення до всіх робітників, селян і солдатів Азербайджан, під яким стояли імена голови Ради оборони і глави уряду Наріманова і тодішнього наркома фінансів республіки М. Д. Гусейнова. У цьому зверненні говорилося:
На чолі Гянджинських подій стояли спрямовані в Гянджу колишнім мусаватським урядом денікінські полковник і офіцери, що розорили вогнища дагестанських бідняків і зазіхали на їх честь і гідність, а також мусаватські пройдисвіти, що продалися за золото англійським розбійникам. Контрреволюційний заколот у Гянджі будь-що мав бути ліквідований і, виконуючи наказ робітничо-селянського уряду, Червона армія знищила контрреволюцію. Зрадники, розбійники і вороги робітників і селян Азербайджану покарані належним чином. Населення Гянджі, назавжди звільнившись від чорного покриву беків і ханів, зустрічає Червону армію вигуками «ура». У зустрічі Червоної армії беруть участь азербайджанські жінки. Селяни навколишніх селищ Гянджі заявили нашому представникові товаришеві Гамідові Султанову про те, що вони не брали участі в контрреволюційному заколоті.
Оригінальний текст (рос.)
Во главе гянджинских событий стояли направленные в Гянджу бывшим мусаватским правительством деникинские полковник и офицеры, разорившие очаги дагестанских бедняков и посягавшие на их честь и достоинство, а также мусаватские прохвосты, продавшиеся за золото английским разбойникам. Контрреволюционный мятеж в Гяндже во что бы то ни стало должен был быть ликвидирован и, выполняя приказ рабоче-крестьянского правительства, Красная Армия уничтожила контрреволюцию. Изменники, разбойники и враги рабочих и крестьян Азербайджана наказаны по достоинству. Население Гянджи, навсегда освободившись от чёрного покрова беков и ханов, встречает Красную Армию возгласами «ура». Во встрече Красной Армии принимают участие азербайджанские женщины. Крестьяне окрестных селений Гянджи заявили нашему представителю товарищу Гамиду Султанову о том, что они не принимали участие в контрреволюционном мятеже.

Як видно з тексту звернення, «зрадники, розбійники і вороги робітників і селян Азербайджану» були покарані. Арештовано понад 12 тисяч мусульман, з яких 8 тисяч звільнили, а 4 тисячі розстріляли. Серед розстріляних було 6 генералів, 6 полковників, 3 майори і 7 капітанів. Більшість з них розстріляли в числі групи з 79 людей на острові Наргін. Кілька сотень людей страчено за наказом наркома внутрішніх справ республіки Гаміда Султанова. За заслуги у придушенні заколоту він був відзначений орденом Червоного прапора. Його ім'я в колективній пам'яті жителів міста залишилося як синонім зради.
Та серед офіцерів були й ті, хто не тільки вижив, але й пізніше працював у державних органах. Так, офіцер Кафар Бабаєв, що брав участь у повстанні, став наркомом внутрішніх справ Нахічеванської АРСР. За арештованих генерал-лейтенанта Шихлінського і генерала від артилерії С. Мехмандарова заступився Наріманов. Він направив лист Леніну, повідомляючи, що «після ретельного розслідування виявилося, що ці генерали не причетні». Надалі Шихлінський і Мехмандаров працювали в Народному комісаріаті з військових і морських справ Азербайджанської РСР (Наркомвійськморкомісаріаті) і допомагали організовувати Азербайджанську Червону армію.
Організаторів і лідерів повстання спіткала різна доля. Деяким пощастило втекти до Грузії, а потім іммігрувати в Туреччину або Європу. Так, тяжкопораненого генерал-майора Дж. Шихлінського соратники вивезли до Грузії, звідки він іммігрував до Туреччини і помер 1959 року. Інший організатор і лідер повстання полковник Дж. Кязімбеков іммігрував до Польщі, де продовжив військову службу. Під час німецької окупації Польщі він був поранений і заарештований, але був звільнений за допомоги давнього друга єленендорфського німця Еміля Ґута і продовжив активну участь у політичному житті азербайджанської еміграції. Перебуваючи під наглядом радянських спецслужб, він помер 1955 року за загадкових обставин. Генерал-майор Гусейнгулу-хан Хойський, колишній генерал-губернатор Казахського повіту Емір-хан Хойський, керівники добровольчих загонів Сари Алекпер і Самухлу Гачаг Мамедкасим також емігрували.
Багато учасників Гянджинського повстання надалі служили в арміях інших країн. Так, наприклад, командир 1-го Джаванширського піхотного полку Самед-бек Рафібеков (1892—1980) продовжив військову службу в Туреччині і 1948 року, поряд з іншим азербайджанцем, Джахангір-беком Новрузовим, був вивищений до генерала.
Ряд інших були розстріляні. Так, були вбиті брати генерали Мамед Мірза Каджар, Емір Казим Мірза Каджар і Фейзулла Мірза Каджар, представники шахської династії Каджарів. Розстріляно кількох членів сім'ї Адигезалових—Татоглу, що були серед організаторів і керівників повстання, а також керівника одного з добровольчих (партизанських) загонів Топалгасанли Джаббара. Керівник іншого добровольчого загону Гачаг Гамбар, бувши пораненим, був виведений соратниками з Гянджі, однак його подальша доля невідома.
Репресії не обійшли й інтелігенцію. Було вбито видатного літературознавця Фірідун-бека Кочарлінського, просвітителя Мірзу Аббаса Аббасзаде; засуджено до 10 років тюремного ув'язнення (після втручання Н. Наріманова звільнено) публіциста Мірзу Мухаммеда Ахундзаде. 29 травня розстріляно колишнього начальника азербайджанської контррозвідки гянджинця Мамедбагіра Шейхзаманли. Серед заарештованих був колишній шейхульіслам Ахунд Пишнамаззаде. Наріман Наріманов був дуже пригнічений через убивство Кочарлінського, відгукуючись про нього, як про світлу фігуру азербайджанської культури, відому за межами країни, і вимагав розслідування його вбивства
На другий день повстання на острові Наргін було розстріляно до 79 осіб; передбачається, що серед розстріляних були раніше заарештовані видний політичний діяч Ісмаїл-хан Зіятханов і, відповідно до іммігрантського журналу «Кавказ», колишній гянджинский губернатор Худадат-бек Рафібейлі. Дані щодо дати й умов розстрілу Рафібейлі суперечливі і не підтверджуються багатьма іншими джерелами — так, Х. Байрамов вказує те, що після 12 травня в слідчих документах про нього більше інформації немає, а Р. Байрамова вказує, що його розстріляно 20 травня, тобто, за кілька днів до початку повстання.
За наказом командування 11-ї Червоної армії контроль за потенційними осередками повстання по всій республіці було значно посилено. Наказано вилучати у населення зброю, а тих, хто відмовляється її здавати, розстрілювати на місці. Тим, хто добровільно склали зброю, було призначено винагороду.
Пізніше вийшов наказ Азревкому за підписом Наріманова під назвою «Всім комбідам і ревкомам», в якому проголошувалась амністія для всіх тих, хто до цього часу «через свою темність» діяли в республіці проти чинних законів, а комбідам і ревкома наказано «припинити переслідування осіб, які забажають здати зброю і повернутися до мирної праці». 8 червня реввійськрада 11-ї Червоної армії дала вказівки начальникам дивізій використовувати мирні засоби для придушення заколотів. Зажадавши від нижчих начальників «використовувати всі засоби для мирного заспокоєння», проявити «виключну люб'язність» до аулів, що добровільно склали зброю, реввійськрада повернувся до миролюбного тону. Як зазначає російський військовий історик А. Ю. Безугольний, роззброєння супроводжувалися з одного боку каральними заходами (взяття заручників, обстріли міст і кварталів), а з іншого роздачею бідноті поміщицьких земель.
9 червня Азревком видав Декрет про видачу пенсій сім'ям померлих та зниклих без вісти червоноармійців і червоних аскерів, згідно з яким «непрацездатні члени родини померлих і зниклих без вісти в боях червоних аскерів і аскерів колишньої Азербайджанської армії», а також родичі по прямій висхідній лінії, що перебували на їх утриманні, отримували право на пенсійне забезпечення. На проведеному того ж дня засіданні Азревкому за підписами голови уряду Наріманова і наркома праці Караєва також прийнято Декрет про допомогу родинам червоноармійців.
Збройний опір радянській владі, попри заяви Гянджинського виконкому про початок повної радянізації повіту і класової диференціації, не скінчився. Вже 2 червня Орджонікідзе передав Політбюро в Москві, що мусульманські селяни підняли заколот на всій території Гянджинської губернії. За його словами, населення було озброєне до зубів. Незважаючи на наявні в його розпорядженні чотири дивізії чисельністю 20 тисяч солдатів, він не вважав можливим утримати Азербайджан. За спогадами Самухлу Гачага Мамедкасима, багато повстанців відійшли в гори й продовжували боротьбу. По всьому Кавказу почався повстанський рух, очолюваний десятками іменитих гачагів. Повстанці з засідок нападали на загони більшовиків. За словами Самухлу Гачага Мамедгасима, боротьба, що почалася в травні 1920 року в Гянджі, тривала ще 12 років.
Гянджинський заколот 1920 року призвів до ланцюгової реакції регіональних повстань по всій республіці, таких як червневі, в Шуші під керівництвом Нурі-паші і в Загаталі під керівництвом Молли Хафіза Ефендієва. Починаючи з вересня 1920 року нові хвилі антирадянських заколотів охопили азербайджанські регіони: Ґубу (разом з Дагестаном), Карабулаг, Шамхор і Ленкорань. І хоча ці заворушення тривали аж до 1924 року, жодне з них за силою і значенням не перевершило Гянджинського.

## Пам'ять
Гянджинський повітовий ревком (голова — Ібрагім Алієв) 9 червня 1920 року постановив перейменувати Воронцовську вулицю на вулицю Канога на честь командира 3-го полку 20-ї дивізії, який помер на цьому місці під час придушення повстання.
Питання про увічнення пам'яті загиблих червоноармійців 20-ї стрілецької дивізії було піднято перед Президією Всеазербайджанського ЦВК і Азревком мав виділити 100 млн рублів, за рахунок яких у Гянджі спорудили б пам'ятник героям 11-ї Червоної Армії. Радянізація Вірменії та Грузії сповільнили цю справу. Лише 17 січня 1923 року М. Б. Касумов розпорядився дати завдання на складання кошторису на спорудження пам'ятника.